# IC 415
IC 415 ist eine Spiralgalaxie vom Hubble-Typ S im Sternbild Hase südlich des Himmelsäquators. Sie ist schätzungsweise 145 Millionen Lichtjahre von der Milchstraße entfernt und hat einen Durchmesser von etwa 25.000 Lj.

Im selben Himmelsareal befinden sich u. a. die Galaxien NGC 1906 und IC 407.
Das Objekt wurde am 7. Dezember 1891 von dem französischen Astronomen Stéphane Javelle entdeckt.